# نادي ليتون أورينت
نادي ليتون أورينت (بالإنجليزية: Leyton Orient Football Club )‏ هو فريق كرة قدم من مدينة لندن في المملكة المتحدة، أُسس بتاريخ 1881، يلعب في الدوري الإنجليزي الدرجة الثانية، في Brisbane Road ‏، يدرب النادي من قبل ريتشي ويلنس.

## وصلات خارجية
- صفحة بيانات نادي ليتون أورينت على موقع كووورة، تاريخ الوصول: 22 سبتمبر 2018.
- الموقع الرسمي